# Sarabit al-Khadim
Sarabit al-Khadim (en árabe: سرابيط الخادم) «la montaña del sirviente», es una localidad egipcia situada en el sudoeste de la península de Sinaí, en una zona minera donde se extrajeron turquesas desde la antigüedad, principalmente por los habitantes del Antiguo Egipto.
Las excavaciones arqueológicas llevadas a cabo por Sir Flinders Petrie, mostraron un campamento minero y un templo de Hathor, la diosa local «Dama de la turquesa», la protectora de las regiones del desierto. Se encontró una esfinge de piedra, con una doble inscripción, en jeroglíficos y signos proto-sinaíticos. Su traducción ha mostrado que se trataba de una dedicatoria a Baalat, la diosa de la turquesa. Baalat es el femenino de Baal, una palabra muy utilizada en la Biblia para referirse a los ídolos y los dioses paganos. La inscripción de la estatua es la única que se ha descifrado.
Se constata una frecuente asistencia al lugar, por la gran cantidad de altares dedicados a Hathor repartidos por todo el templo. A pocos kilómetros de Sarabit al-Jadim, en el Uadi el-Mukattab, se pueden ver gran cantidad de signos grabados en las paredes rocosas. Fueron fotografiados por primera vez por Francis Frith en 1857.

## El templo

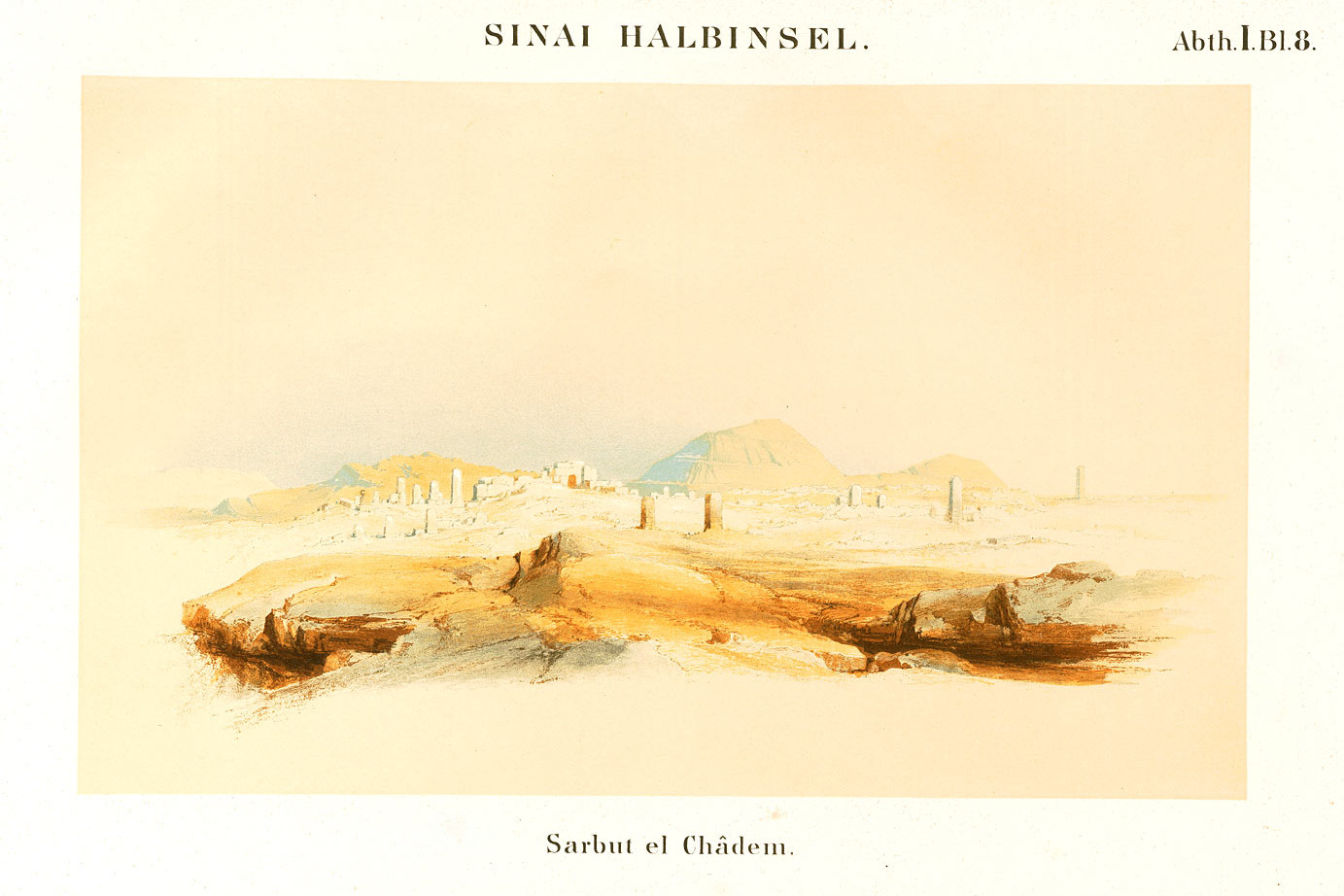
Templo de Sarabit al-Khadim.

En Sarabit al-Jadim hay un templo doble dedicado a Hathor y Sopedu, siendo el santuario minero más grande del Antiguo Egipto.
Construido sobre una meseta rocosa que domina todo el lugar, el templo tiene dos hemispeos: un doble eje con una sucesión de salas en paralelo a otras dos de culto, excavadas en parte en la montaña. El santuario, construido en el Imperio Medio, se amplió en el Imperio Nuevo, pero solo en el eje dedicado a Hathor. El templo original se orienta a lo largo de un eje sudeste-nordeste, pero debido a la falta de espacio, los reyes del Imperio Nuevo no pudieron agrandarlo en la dirección precisa, la noroeste, por lo que hace una ligera curva.
Aunque el templo está dedicado conjuntamente a dos deidades, Hathor sigue siendo la maestra indiscutible. Sopedu desempeña un papel secundario, pero no insignificante; dios guerrero asociado al Este y al desierto, guarda la frontera oriental de Egipto y protege a los hombres de los peligros inherentes a zonas inhóspitas. Además de estas dos deidades principales, se constata la presencia de un dios carnero originario del delta del Nilo y del dios Ptah de Menfis.